# Volley Vicenza
Il Volley Vicenza è una società pallavolistica femminile italiana con sede a Vicenza: milita nel campionato di Serie B1.

## Storia
Il Volley Vicenza nasce nel 2016 con la collaborazione di nove società sportive del territorio vicentino. Nel 2017 acquista il titolo per la serie B1 nella quale milita per quattro stagioni fino a conquistare la promozione in serie A2 nell'annata 2020-21 grazie alla vittoria nei play-off promozione.
Nell'annata 2021-2022 disputa il suo primo campionato professionista, in Serie A2, retrocedendo tuttavia subito in Serie B1. Nell'annata successiva ritorna in Serie A2 grazie allo scambio del titolo sportivo con l'Aragona, ma anche la seconda partecipazione termina con la retrocessione.

## Rosa 2022-2023
| N° | Nome                      | Ruolo | Data di nascita   | Nazionalità sportiva |
| -- | ------------------------- | ----- | ----------------- | -------------------- |
| 3  | Dessaa Legros             | S     | 17 maggio 1995    | Stati Uniti          |
| 4  | Sonia Galazzo             | P     | 11 marzo 1997     | Italia               |
| 5  | Chiara Groff              | S     | 30 maggio 2003    | Italia               |
| 6  | Jessica Panucci           | S     | 6 maggio 1992     | Italia               |
| 7  | Florencia Ferraro         | P     | 22 luglio 2003    | Italia               |
| 8  | Ludovica Martinez Volskis | C     | 30 settembre 2005 | Italia               |
| 9  | Eugenia Ottino            | S     | 28 aprile 2001    | Italia               |
| 10 | Alice Farina              | C     | 26 giugno 2000    | Italia               |
| 11 | Júlia Kavalenka           | O     | 2 marzo 1999      | Portogallo           |
| 12 | Lisa Cheli                | C     | 11 maggio 1992    | Italia               |
| 13 | Silvia Formaggio          | L     | 26 settembre 2000 | Italia               |
| 14 | Lidia Digonzelli          | O     | 17 giugno 2005    | Italia               |
| 16 | Gaia Munaron              | S     | 24 aprile 2003    | Italia               |